# Rivière des Épinettes Noires
Pour les articles homonymes, voir Épinette.
La rivière des Épinettes Noires est un affluent de la rivière Alex, coulant dans le territoire non organisé de Passes-Dangereuses, dans la municipalité régionale de comté de Maria-Chapdelaine, dans la région administrative du Saguenay-Lac-Saint-Jean, au Québec, au Canada. Le cours de cette rivière coule entièrement dans la zec des Passes.
La foresterie constitue la principale activité économique du secteur ; les activités récréotouristiques, en second.
La route forestière R0250 (chemin de Chute-des-Passes) dessert la zone de l’embouchure de la rivière des Épinettes Noires. Quelques routes forestières secondaires desservent la vallée de la rivière des Épinettes Noires, surtout pour les besoins de la foresterie et des activités récréotouristiques,,.
La surface de la rivière des Épinettes Noires habituellement gelée de la fin novembre au début avril, toutefois la circulation sécuritaire sur la glace se fait généralement de la mi-décembre à la fin mars.

## Géographie
Les principaux bassins versants voisins de la rivière des Épinettes Noires sont :
- côté Nord : lac aux Grandes Pointes, lac Alex, rivière du Nord, rivière Alex, crique aux Chiens, crique François, crique Louise ;
- côté Est : rivière Alex, rivière Péribonka, rivière Shipshaw, Petit lac Onatchiway, lac Onatchiway ;
- côté Sud : rivière Alex, rivière des Aigles, rivière Épiphane, rivière Brûlée, rivière Péribonka ;
- côté Ouest : rivière des Aigles, Petite rivière Péribonka, rivière Mistassibi[2].

La rivière des Épinettes Noires prend sa source à l’embouchure d’un petit lac non identifié (longueur : km ; altitude : m). Ce lac est alimenté par des ruisseaux de montagnes. L’embouchure de ce lac est située à :
- 5,4 km au Sud-Ouest du Lac aux Grandes Pointes lequel est traversé vers le Sud par la rivière Alex ;
- 16,7 km au Nord-Est du cours de la Petite rivière Péribonka ;
- 8,6 km au Nord-Ouest de l’embouchure de la rivière des Épinettes Noires (confluence avec la rivière Alex) ;
- 34,9 km au Nord de l’embouchure de la rivière Alex (confluence avec la rivière Péribonka).

À partir de sa source, située dans la partie centre-Sud de la zec des Passes, entre le cours de la rivière Alex (situé du côté Est) et le cours de la Petite rivière Péribonka, le cours de la rivière des Épinettes Noires descend sur 11,1 km entièrement en zones forestières dans une vallée entourée de montagnes, selon les segments suivants :
- 5,0 km vers le Sud entre deux montagnes, puis vers le Sud-Est en traversant le Grand lac des Épinettes Noires (longueur : 2,2 km ; altitude : 261 m)  sur sa pleine longueur jusqu’à son embouchure ;
- 2,3 km vers le Sud-Est, jusqu’à la décharge (venant de l’Est) du lac des Épicéas et du lac à Moffat ;
- 3,8 km vers le Sud, puis vers le Sud-Est en formant de petits serpentins et en coupant la route forestière R0250 en fin de segment, jusqu'à l'embouchure de la rivière[2].

L'embouchure de la rivière des Épinettes Noires se déverse dans un coude de rivière sur la rive Ouest de la rivière Alex. Cette confluence est située à :
- 21,6 km à l’Ouest du cours de la rivière Péribonka ;
- 5,4 km au Sud-Ouest du Lac Alex (traversé vers le Sud par la rivière Alex) ;
- 25,7 km au Nord de l’embouchure de la rivière Alex (confluence avec la rivière Péribonka) ;
- 48,7 km au Nord-Est de l’embouchure de la rivière Péribonka (confluence avec le lac Saint-Jean) ;
- 50,6 km au Nord de l’embouchure du lac Saint-Jean (confluence avec la Grande Décharge) ;
- 57 km au Nord du centre-ville d’Alma[2].

À partir de l’embouchure de la rivière des Épinettes Noires, le courant descend le cours de la rivière Alex ; puis le courant suit le cours de la rivière Péribonka, d’abord vers le Nord-Ouest, puis vers le Sud-Ouest. À l’embouchure de cette dernière, le courant traverse le lac Saint-Jean vers l’Est, puis emprunte le cours de la rivière Saguenay vers l’Est jusqu'à la hauteur de Tadoussac où il conflue avec le fleuve Saint-Laurent.

## Toponymie
Le toponyme « Rivière des Épinettes Noires » a été officialisé le 24 décembre 1976 à la Banque des noms de lieux de la Commission de toponymie du Québec.